# En jordisk dag, en dag från dig
En jordisk dag, en dag från dig är en psalm, med text hämta från Iam Chrisit, sol justitiae. Texten översattes till svenska 1968 av Anders Frostenson. Musiken är skriven är hämtad från en medeltida hymn. 

## Publicerad i
- 1986 års psalmbok som nummer 497 under rubriken "Under dagen".